# Вайльмюнстер
Вайльмюнстер (нем. Weilmünster) — община в Германии, в земле Гессен. Подчиняется административному округу Гиссен. Входит в состав района Лимбург-Вайльбург. Население составляет 9012 человек (на 31 декабря 2010 года). Занимает площадь 77,42 км².

## Города-побратимы
- Ле-Шейлар (Франция, с 1963)